# WolframAlpha
Правильна назва цієї сторінки — Wolfram|Alpha, але її не можна використовувати через технічні обмеження.. 

Wolfram|Alpha — база знань і набір обчислювальних алгоритмів (англ. computational knowledge engine). Не є пошуковою системою. Запущено 15 травня 2009.

## Опис проекту
Засновник проекту Стівен Вольфрам, пояснює, що він зможе перевести природномовні питання у формат, зрозумілий для комп'ютерів, що дозволить проводити обчислення і пошук через трильйони одиниць «Кураторів даних» з використанням мільйонів рядків алгоритмів для надання користувачу відповідей. Нова Співак висловив думку, що «WolframAlpha може бути такою ж значущою, як і Google».
WolframAlpha не видає перелік посилань, що ґрунтується на результатах запиту, а обчислює відповідь, ґрунтуючись на власній базі знань, яка містить дані з математики, фізики, астрономії, хімії, біології, медицини, історії, географії, політики, музики, кінематографії, а також інформацію про відомих людей та інтернет-сайти. Він здатний переводити дані між різними одиницями вимірювання, системами числення, підбирати загальну формулу послідовності, знаходити можливі замкнуті форми для наближених дробових чисел, обчислювати суми, границі, інтеграли, розв'язувати рівняння і системи рівнянь, проводити операції з матрицями, визначати властивості чисел і геометричних фігур. Однак, розрахунок на підставі власної бази має і свої недоліки, в тому числі — вразливість до помилок даних. Наприклад, на момент відкриття, запит president of russia 1999 видавав ім'я Аслана Масхадова (в даний час ця помилка вже виправлена).
Рушій WolframAlpha заснований на обробці природної мови (в даний час — тільки англійської), великій бібліотеці алгоритмів і NKS-підході для відповідей на запити. Він написаний на мові Mathematica, становить близько 5 мільйонів рядків і виконується приблизно на 10000 процесорах (згідно з даними на 25.04.2009).
19 жовтня 2009 було випущено додаток для iPhone (пізніше — для iPad), а 6 жовтня 2010 року — для Android. Додаток є браузером, здатним показувати тільки одну сторінку — m.wolframalpha.com з розширеною клавіатурою, корисною для вводу математичних формул. Додаток коштує $2.99.

## Карта України
Wolfram|Alpha до лютого 2015 року відображав карту України без Автономної республіки Крим. Після черги скарг україномовних користувачів до Wolfram|Alpha, компанія змінила карту, не коментуючи своєї позиції.